# بریک

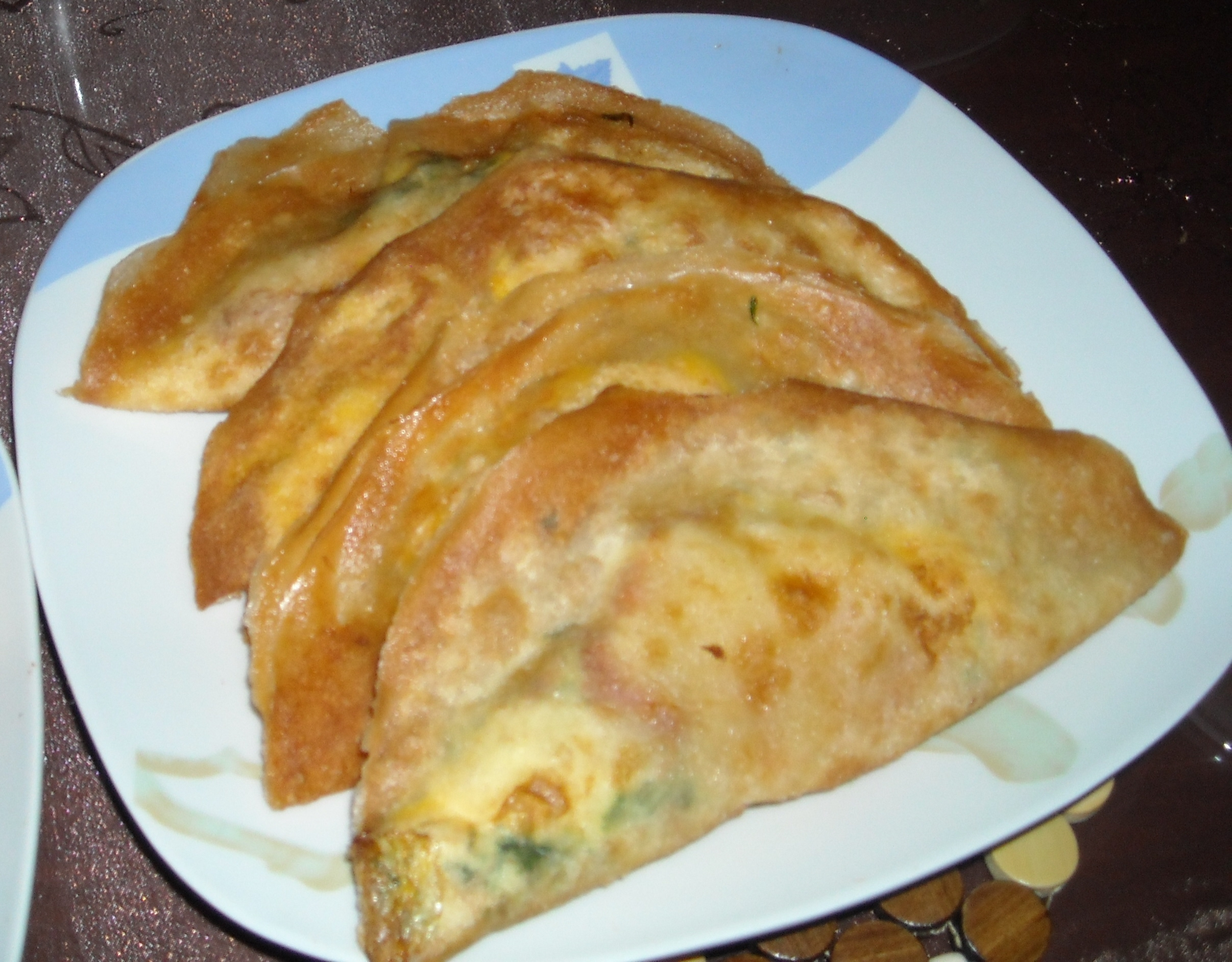
یک نمونه بریک تونسی

بریک یک غذای تونسی است که از یک لایهٔ نازک شیرینی وارکا که به دور یک سری مواد سرخ شده پیچیده می‌شود، تشکیل شده است. معروف‌ترین مدل تخم‌مرغ بریک، شامل یک تخم‌مرغ کامل است که درون شیرینی مثلثی به همراه پیاز خرد شده، ماهی تن، هریسه و جعفری پیچیده شده است.
شیرینی بریک (ملسوقه یا وارکا) با پهن کردن مقداری خمیر چسبناک به سطحی داغ درست می‌شود که باید برای ۲ دقیقه بپزد. مخلفات داخلی بریک می‌تواند شامل ماهی تن، گوشت چرخ‌کرده، تخم‌مرغ خام، مرغ، موتوماهیان، هریسه، کبر یا پنیر شود.
یکی از سنت‌های تونسی این است که مادر دختر، برای خواستگار بریک درست می‌کند.و اگر خواستگار بتواند بدون ریختن زردهٔ تخم‌مرغ آن را بخورد، اجازه دارد تا با دختر ازدواج کند.